# Svea-klass
Svea-klass var en klass av pansarskepp i svenska flottan. Klassen bestod av tre fartyg; Svea, Göta och Thule.  Huvudbestyckningen bestod av två 25 cm kanoner i ett förligt kanontorn och den sekundära bestyckningen av fyra 15 cm kanoner uppställda bakom plåtsköldar i överbyggnaden. Det första fartyget i klassen, Svea, sjösattes den 12 december 1885, följt av Göta den 30 september 1889 och Thule den 4 mars 1893. Mellan 1900 och 1904 moderniserades samtliga av fartygen i klassen. Bland annat byttes de båda grova kanonerna ut mot en 21 cm pjäs i enkeltorn. Fartygen utrangerades mellan 1928 och 1941.

## Bakgrund och tillkomst

### Flottan i centralförsvaret
Åren kring 1800-talets mitt dominerades det försvarsstrategiska tänkandet i Sverige av den så kallade centralförsvarsprincipen. Denna  gick ut på att armén i händelse av en invasion under fördröjningsstrider skulle dra sig tillbaka inåt landet till Karlsborgs fästning, där angriparen skulle besegras. För flottans del innebar detta tänkande att man fick avstod från att möta en anfallande fiende ute till havs. Istället var det tänkt att sjöstridskrafterna skulle fungera som ett inloppsförsvar med huvuduppgiften att försvara de egna skärgårdarna och inloppen till de viktigaste kuststäderna. Vid 1870-talets början väcktes dock åsikten att den svenska flottan behövde kunna möta en potentiell angripare även på öppet hav. Vid denna tid hade stormakterna börjat förse sina flottor med stora oceangående slagskepp utrustade med grovt artilleri. Vid 1875 års riksdag lade chefen för marinförvaltningen Fredrik Wilhelm von Otter fram ett förslag om att svenska flottan skulle förses med fartyg av liknande typ, men fick avslag.

### 1870-talets kapprustning

Det tyska slagskeppet SMS Württemberg, sjösatt 1878. Litografi av Hugo Graf, 1902.

Samtidigt som man i Sverige diskuterade flottans framtid pågick en kapprustning i Östersjöområdet mellan främst Ryssland och det nybildade tyska riket. Redan på 1870-talet förfogade det sistnämnda landet över en betydande flotta bestående av bland annat nio större pansarfartyg. Åren 1877-95 sjösattes inte mindre än 13 slagskepp med 3 600-7 600 tons deplacement, vardera bestyckad med sex 26 cm kanoner. Den ryska flottan upplevde också en kraftig expansion. Under 1870-talet hade den bland annat försetts med över hundra torpedbåtar byggda efter brittisk förebild, som i händelse av krig enkelt kunde transporteras landvägen till antingen Östersjön eller Svarta havet.
De ökande politiska spänningarna togs på allvar av den svenska regeringen, som 1879 tillsatte en utredningskommitté för att ta reda på hur flottans befintliga fartygsbestånd bäst kunde utökas. Den så kallade certkommittén påpekade att de pansarbåtar av monitor-typ som redan fanns i marinen inte längre motsvarade tidens krav. Monitorernas kanoner låg för nära vattenytan för att kunna användas till och med i måttligt väder. Vidare ansåg man att de saknade tillräckliga fartresurser och hade för dålig manöverförmåga för att kunna mäta sig med de modernaste fartygen i stormakternas flottor. Kommittén upprepade därför von Otters åsikt att flottan behövde kraftigt bestyckade pansarfartyg med tillräckligt goda sjöegenskaper för att kunna möta fientliga flottenheter även bortom den egna kustlinjen.
Konceptritningarna till den nya fartygstypen, som kallades "pansarbåt typ A", utfördes av chefen för Marinförvaltningens ingenjörsavdelning Göthe Wilhelm Svenson. A-typen var i allt väsentligt en vidareutveckling av de monitorer och pansarkanonbåtar som byggts under 1860-talet, men hade till skillnad från dessa ett väl tilltaget fribord som väsentligt höjde sjövärdigheten. Den tänkta pansarbåten skulle vara 68 meter lång och ha ett deplacement på 2 622 ton. Bestyckningen utgjordes av två 25 cm kanoner och tre 15 cm kanoner.

### Sjöförsvarskommittén 1880
Året därpå tillträdde en ny regering. Till sjöförsvarsminister utsågs Carl Gustaf von Otter, en äldre bror till Fredrik Wilhelm. Denna regering tillsatte en ny sjöförsvarskommitté, vars arbete var färdigt efter ett år. I den hotbild som kommittén redovisade ingick beräkningar över Rysslands och Tysklands möjligheter att genomföra trupptransporter med fartyg, som en del av en potentiell invasion av svenskt territorium. Ryssarna bedömdes kunna genomföra överskeppningsföretag i Östersjön med en transportflotta på 103 handels- och örlogsfartyg, eskorterad av 14 större krigsfartyg. Invasionsstyrkan beräknades omfatta drygt 36 000 man, 10 000 hästar och 1 500 fältkanoner. Den tyska kapaciteten förväntades vara större. Med en transportflotta på 360 fartyg eskorterad av 19 pansarfartyg bedömdes tyskarna i invasionsscenario kunna överföra inte mindre än 100 000 man med 30 000 hästar och 5 000 kanoner.
Kommittén ansåg att en invasion av det slaget behövde mötas redan ute till havs och menade att A-typen var bäst lämpad för detta. Man rekommenderade därför anskaffandet av tre sådana fartyg. Medel till den första pansarbåten beviljades 1883 av riksdagens första kammare men inte av den andra. Det blev gemensam votering och först då bifölls förslaget. Fartyget, som sjösattes 1885 och levererades året efteråt, fick namnet Svea. 1887 och 1890 anslog riksdagen medel för ytterligare två pansarbåtar som döptes till Göta och Thule. De skiljde sig från föregångaren i en del avseenden men betraktas ändå som systerfartyg.

## Utformning

### Skrov

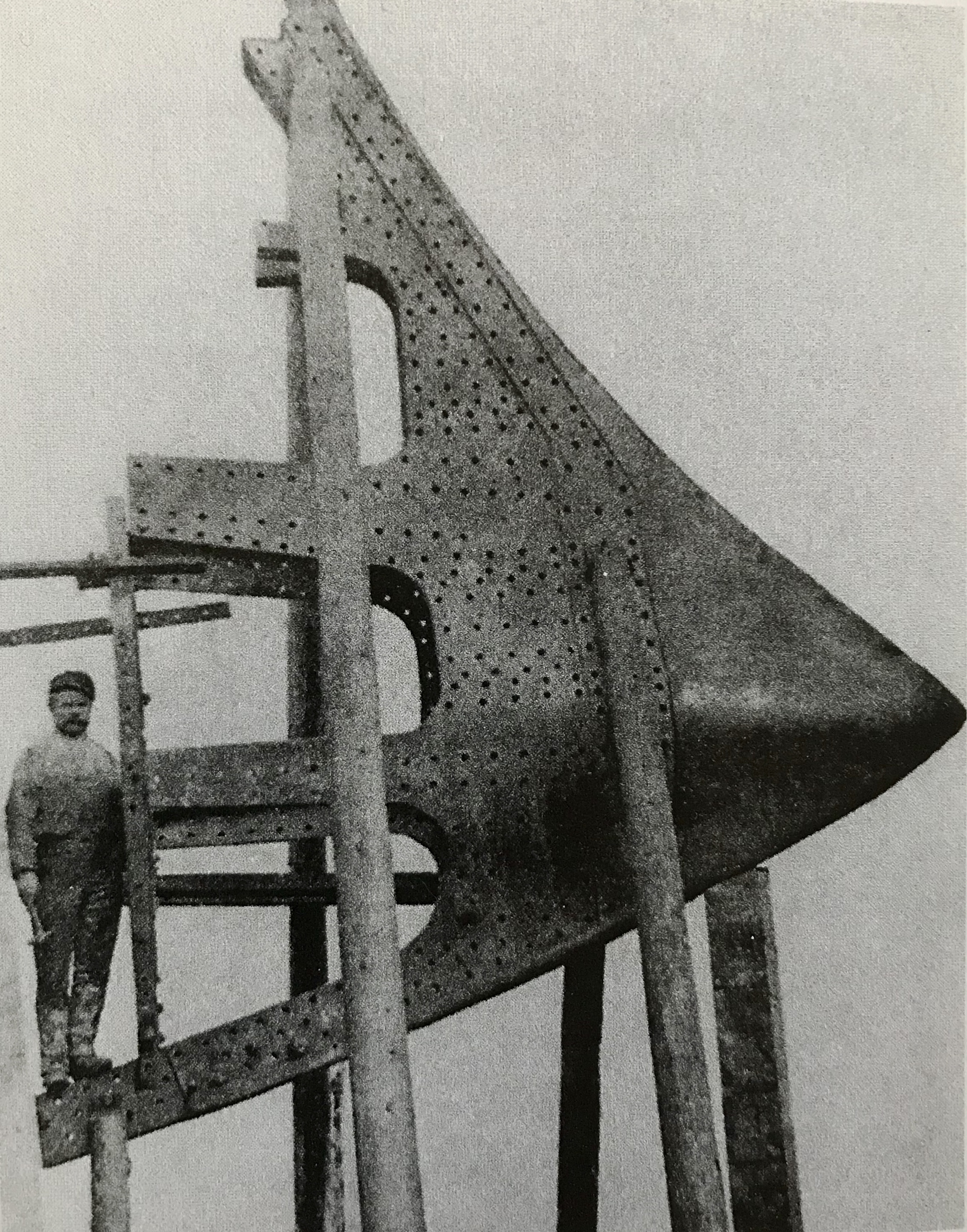
Thules över nio ton tunga ramm. Lägg märke till mannen till vänster för skala.

Sveas skrov skilde sig väsentligt från tidigare svenska pansarbåtars, inte minst genom det betydligt högre fribordet. Det tunga artilleriet låg därmed nästan dubbelt så högt över vattenytan som monitorernas. Skrovet utfördes helt i Motala bessemerstål och var 75,7 meter långt i vattenlinjen, 14,84 meter brett och hade ett djupgående på 5,18 meter. Förhållandet längd/bredd blev således 5,1. Motsvarande för monitoren John Ericsson var 4,5. Göta och Thule gjordes något längre än systern: 78 meter mot Sveas 75 meter. De hade också något större djupgående.
Både Svea och Göta försågs med torpedtuber i förskeppet medan Thule som första svenska örlogsfartyg försågs med rammstäv, varför torpedtuben fick utgå. Rammen var ett vapen som visat sitt värde under slaget vid Lissa mellan Österrike och Italien 1866, då det österrikiska flaggskeppet SMS Ferdinand Max rammade och sänkte den italienska pansarfregatten Re d'Italia. Inledningsvis tänkte man även förse Svea och Göta med rammstäv, men eftersom torpedrummen var känsliga för stötar och enkelt kunde vattenfyllas vid en kollision fick detta överges. Svea och Göta fick istället så kallade "svanbogar".
För att höja fartygens sjöegenskaper var backen försedd med en så kallad brädgång, rättstående plåtluckor, som kunde fällas ner då artilleriet behövde fritt skjutfält. Om vädret var dåligt kunde dessa agera som en förhöjning av skrovet som hindrade vatten från att skölja upp på backdäcket. I händelse av träffar kunde fartygen genom lång- och tvärskeppsskott delas in i ett antal vattentäta avdelningar, 194 på Svea och 199 på systerfartygen. Mellan trossdäck och pansardäck fanns dessutom ett lager celler fyllda med kork som man hoppades skulle öka fartygens flytförmåga ifall läckor skulle uppstå.

### Pansarskydd

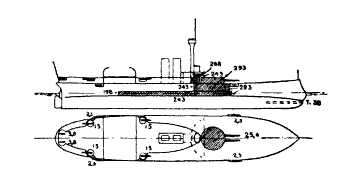
Ritning över Svea som visar pansarets tjocklek i mm och kanonernas kaliber i cm.

Pansarskeppen i Svea-klassen skyddades av stålpansar tillverkat av den franska firman Schneider & Co i Le Creusot. Pansarskyddet var arrangerat med inspiration från de samtida brittiska och italienska slagskeppen Inflexible och Caio Dulio.  Pansarbältet i vattenlinjen var 293 mm tjockt och sträckte sig över 35 meter av fartygssidan. Bältet kunde av viktskäl inte dras över stävarna som av denna anledning fick lämnas utan pansarskydd. Vattenlinjepansaret monterades mot bordläggningen med ett lager teakträ som mellanlägg. Tillsammans med pansarbältet bildade pansrade tvärskeppsskott ett bepansrat citadell kring fartygens vitala delar (maskinutrymmen och ammunitionsdurkar etc.). Ett 49 mm tjockt pansardäck som sluttade något åt stävarna, sträckte sig för och akter om vattenlinjebältet och bildade ett "lock" över citadellet. Till extra skydd för maskinområdet bidrog fartygens kolboxar så länge dessa var fyllda. Kanon- och styrtornen var också kraftigt bepansrade. Kanontornet skyddades av 268-290 mm pansar och stridstornet av 268 mm.

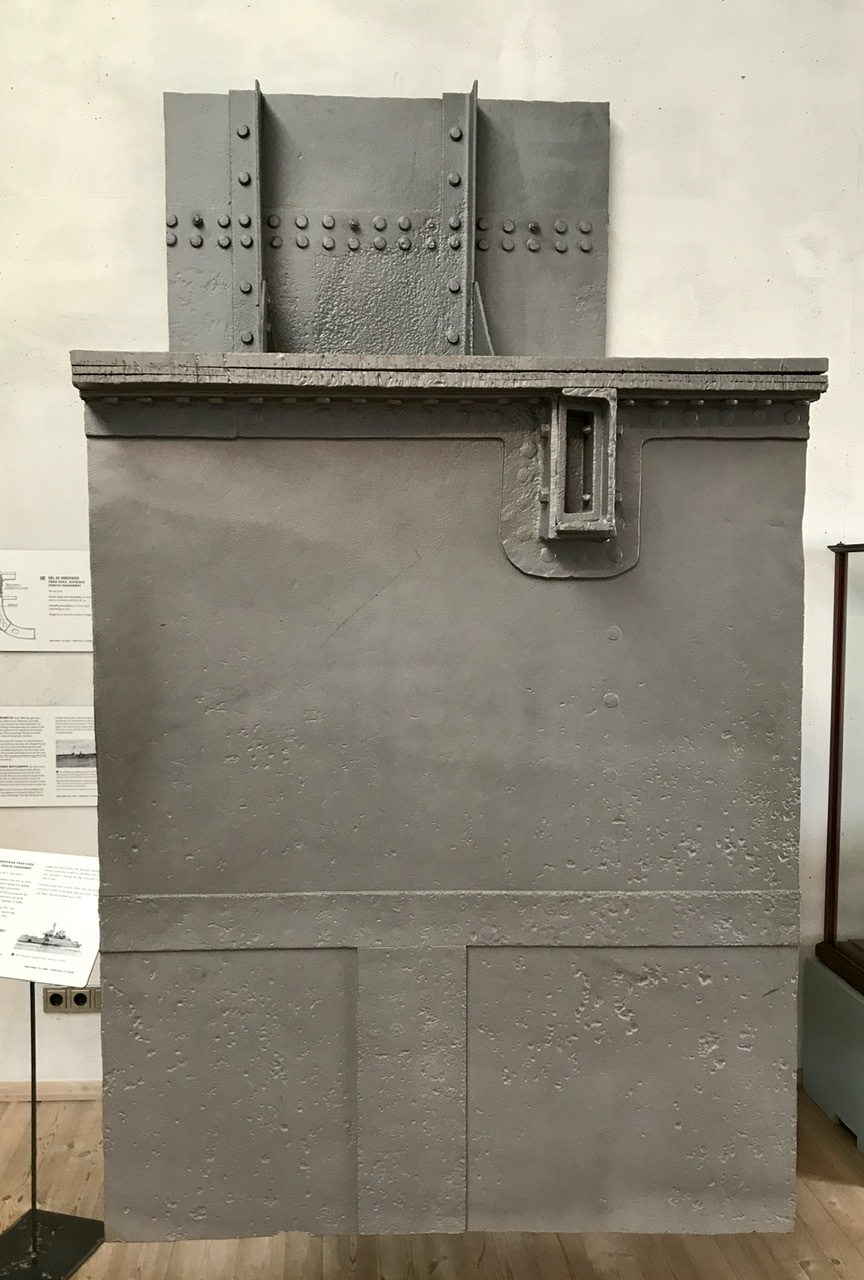
Sektion av Sveas skrovsida utställd på Marinmuseum i Karlskrona.
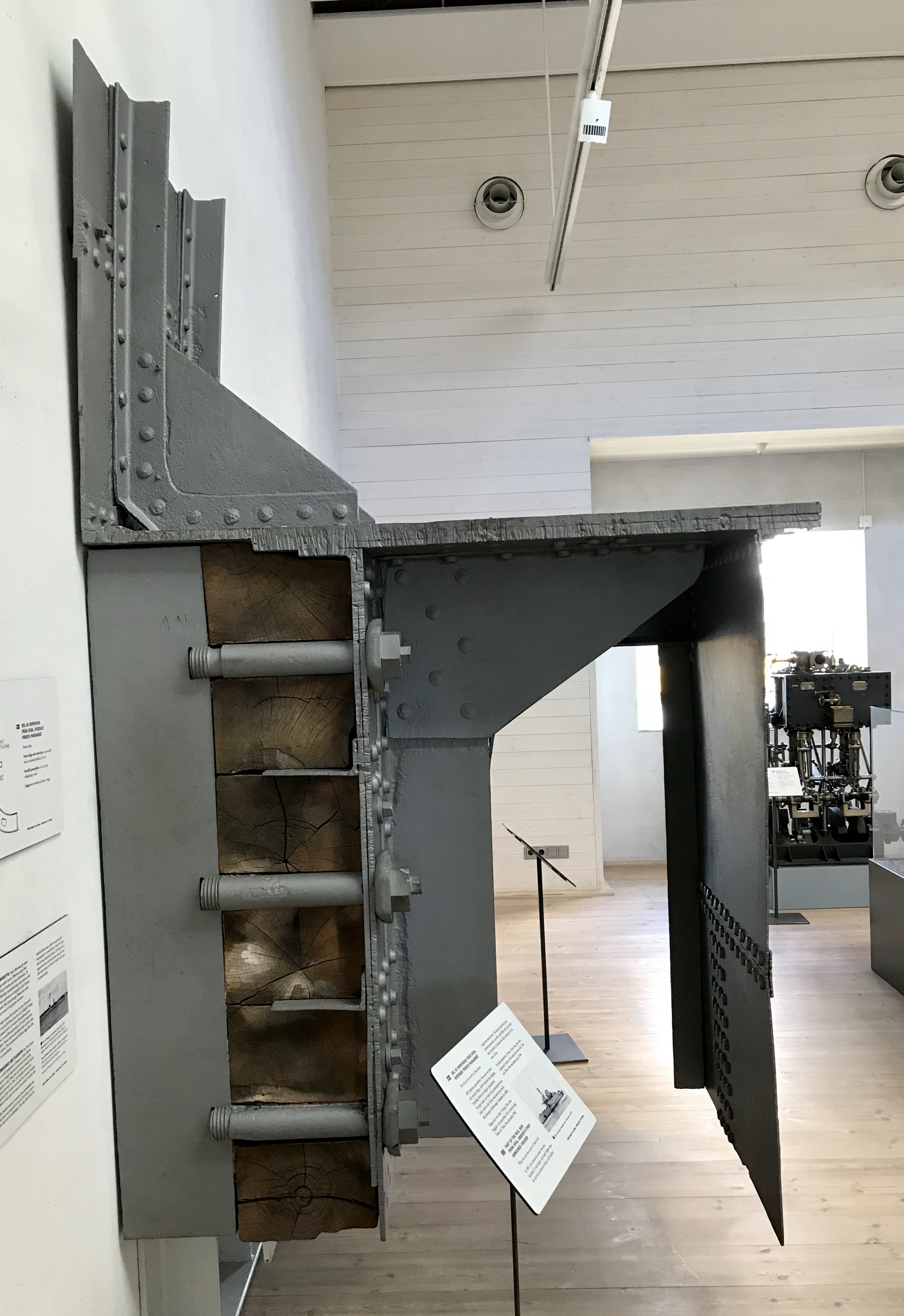
Samma sektion sedd från sidan. Notera lagret med teakträ mellan pansaret och fartygets skrov.
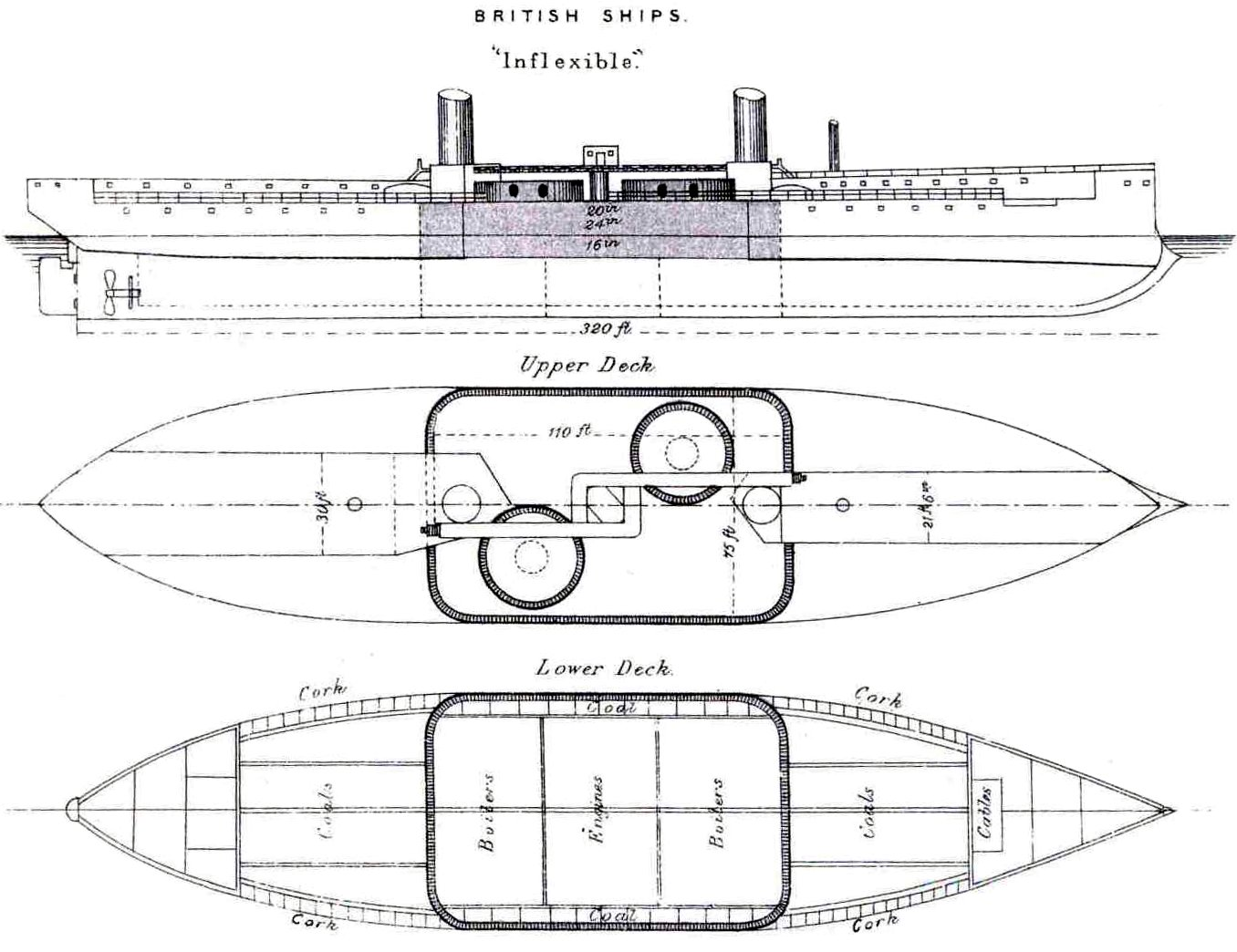
Ritning över det brittiska slagskeppet HMS Inflexible med pansarcitadellet markerat i grått.

## Maskineri

Animation av en kompoundångmaskin i arbete. Ånga under högt tryck (rött) leds in från ångpannan och passerar genom cylindrarna och går ut som ånga under lågt tryck (blått) till kondensatorn.

Propellermaskineriet till Svea-klassen tillverkades på Motala Verkstad vid Göta kanal. På Svea levererade sex cylindriska ångpannor i två eldrum för om maskinrummet ånga med ett tryck på 5 kg/cm² till två stycken tvåcylindriga kompoundmaskiner. Maskineriet utvecklade en sammanlagd effekt på 3 100 indikerade hästkrafter (ihk) vid ett varvtal av 105 varv per minut, vilket gav en konstruktionsfart på 14 knop och en maxfart på 14,7 knop. Aktionsradien (den totala färdsträcka som fartyget var kapabelt till med fullt kolförråd) var 2 240 nautiska mil vid 10 knops fart. Bränsleförbrukningen uppgick till drygt ett kilo kol per hästkraft och timme.
När Svea byggdes fick man räkna med en maskinvikt på över 100 kg per hästkraft. Maskineriet krävde också ett avsevärt utrymme i skrovet, 73 m² i ett plan per 1 000 hästkrafter. För att ångmaskinerna skulle kunna ligga skyddade under pansardäcket installerades de "liggande" det vill säga. med cylindrarna vända bordvarts. Av hänsyn till fartygets begränsade bredd var maskinerna "dubbelvikta", vilket innebar att vevaxeln låg närmast cylinderbotten. Detta resulterade i att varje kolv hade två stänger fästade utanför toppens centrum, arbetande på varsin sida om vevaxeln. Fartygets kondensorer låg inrymda under maskinerna.Svea hade en nominell bunkringskapacitet för 260 ton kol men kunde ta ombord så mycket som 288 ton vid långfärder.
Göta och Thule skilde sig endast marginellt från Svea. På systerfartygen kunde ångtrycket ökas till 6,25 kg per cm², vilket medförde en något större maskinstyrka på 4 600 ihk, och en något högre konstruktionsfart av 16 knop. Fartygens aktionsradie höjdes därmed till 2 400 nautiska mil. Systerfartygens maximala kolkapacitet var runt 290 ton.

## Bestyckning

### Huvudartilleri

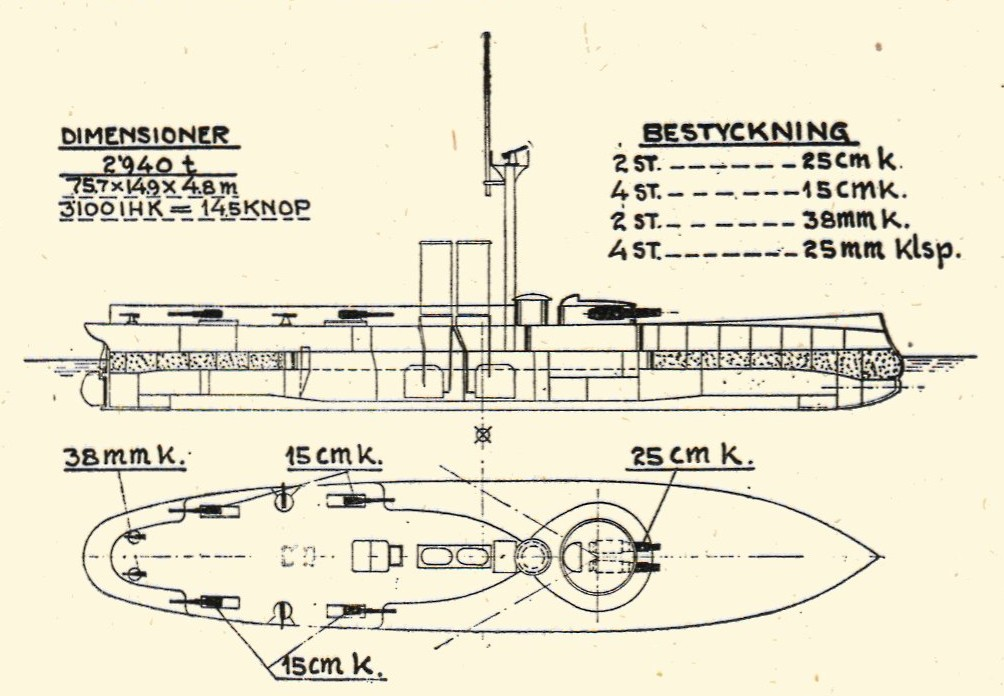
Ritning över Svea i sitt originalutseende med kanonernas kalibrar angivna i cm och mm. Teknisk tidskrift 1936.

Inledningsvis hoppades flottan kunna förse Svea med svensktillverkat artilleri, men då den inhemska kanonindustrin ännu var otillräcklig för detta ändamål fick man istället vända sig till utländska företag. Valet föll på den brittiska firman Armstrong Withworth i Elswick som åtog sig att tillverka kanonerna till pansarbåten för en kostnad av 19 000 kr.
För sin storlek förde Svea en mycket kraftig bestyckning. Huvudbatteriet bestod av två bakladdade 25,4 cm kanoner m/1885, uppställda i ett vridbart torn på backdäcket för om överbyggnaden. Eldrören vilade i en slags lavettsadel, som kunde röra sig fram och tillbaka på två underliggande kursörbalkar. Mellan balkarnas inre ändar fanns en hydraulisk rekylbroms. Kanonerna höjdriktades med hjälp av en ångmaskindriven vätskepump, som via en cylinder och en kolv med vätsketryck pressade kursörbalkarna uppåt. Sidriktning skedde genom att hela tornet vreds via ett kugghjul och en kuggkrans som satt kring tornets undersida. Pjäserna kunde riktas uppemot 136° åt vardera sida.
25 cm kanonerna kunde avfyra en 200 kg tung granat var femte minut. På ett avstånd av 2 000 meter beräknades en stridsladdad projektil kunna slå igenom pansaret på samtliga örlogsfartyg som fanns i Östersjön. Kanonernas maximala skottvidd uppskattades till cirka 8 500 meter.
Systerfartygens tunga artilleri levererades också från Armstrong. Göta och Thule tilldelades förbättrade versioner av Sveas 25 cm pjäs som fick beteckningen m/1889A respektive m/1889B. Till förbättringarna hörde en mer avancerad bakladdningsmekanism som kunde öppnas och stängas på bara 60 sekunder, varigenom eldhastigheten ökades.

### Sekundärartilleri
Svea-klassens sekundärbeväpning utgjordes av fyra 15,2 cm kanoner m/1883 (m/1889 för Göta och Thule). 15 cm kanonerna var uppställda två på var sida bakom 25,4 mm tjocka plåtsköldar i den öppna överbyggnaden. Sveas 15 cm pjäser tillverkades av Armstrong medan Götas och Thules konstruerades i Sverige av Bofors-Gullspång, vilket blev företagets verkliga inbrytning som leverantör av kanoner till den svenska marinen.

### Antitorpedbåtsvapen
Under 1880-talet betraktades torpedbåtar som ett allvarligt hot mot de stora pansarfartygen. De små och snabbgående torpedbåtarna kunde sättas in sina torpeder på kort avstånd i överraskningsattacker. Mot denna typ anfall var pansarskeppens tunga och medeltunga artilleri inget lämpligt försvar. Svea-skeppen utrustades därför med en kraftig antitorpedbåtsbestyckning bestående av mindre, snabbskjutande kanoner och kulsprutor. Två snabbskjutande 38 mm kanoner m/1884 var uppställda på överbyggnadens akterkant. Dessa kompletterades av fyra fyrpipiga 25 mm kulsprutor m/1877, placerade i fyra "tamburer" (utskjutande halvcirkulära plattformar) i skrovet, av vilka det fanns två på vardera fartygssida. Uppe i militärmastens märs fanns dessutom en tiopipig kulspruta m/1875. Förutom torpedbåtsbekämpning var kulsprutorna tänkta att användas för avvisande av äntringsförsök som ännu vid denna tid betraktades som ett realistiskt hot.

### Torpeder
Då Svea byggdes var det vanligt att även artillerifartygen försågs med torpedtuber. I Sveas fall bestod torpedbeväpningen av en 38,1 cm undervattenstorpedtub i förstäven. Torpedrummet var beläget längst ner i stäven under pansardäcket och hade plats för sammanlagt sex torpeder m/1889. På Göta utökades antalet torpedtuber med två övervattenstuber på trossdäck. Dessa tuber var lagrade i kulformiga tätningsmuffar och kunde därför sidriktas. Till skillnad från systerfartygen kunde inte Thule bära någon stävtub på grund av sin ramm. Hon försågs istället med två 45,7 cm övervattenstuber i sidorna som kunde sidriktas ca 40° föröver och ca 20° akteröver.

## Moderniseringar
Artilleriets utveckling mot alltmer effektiva och snabbskjutande kanoner under 1800-talets sista år framtvingade en modernisering av Svea-klassen. 1896–97 ändrades Sveas sekundärbestyckning. De fyra 15,2 cm kanonerna byttes ut mot lika många snabbskjutande 12 cm kanoner m/1894. De lätta pjäserna av 57 mm kaliber ersattes med sex nya av m/1894B.

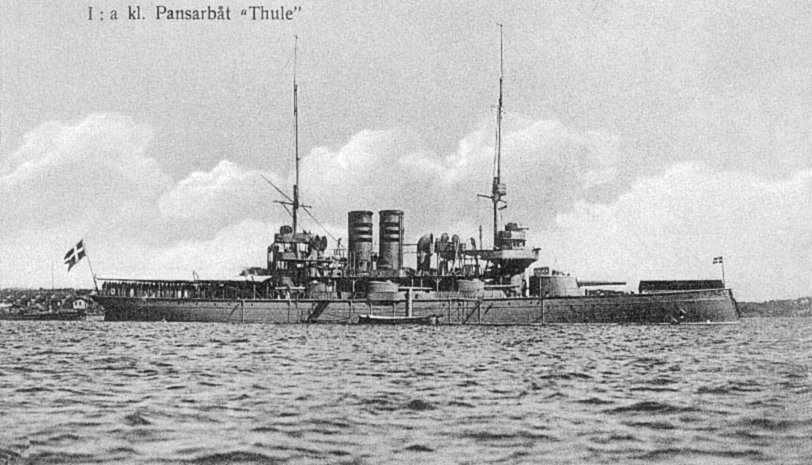
Thule efter ombyggnaden, samtida vykort.

Åren kring sekelskiftet 1900 genomgick samtliga av Svea-skeppen en stor modernisering. Erfarenheter bland annat från det första kinesisk-japanska kriget 1894 och det spansk-amerikanska kriget 1898, hade visat svagheterna i huvudartilleriets placering i ett enda torn. Fartygets hela huvudbestyckning riskerade därmed att slås ut av en enda olycklig granatträff. Lösningen blev att de båda 25 cm kanonerna byttes ut mot en enkel 21 kanon m/1898. Denna hade något högre eldhastighet än föregångarna och med ny ammunition ansågs kaliberminskningen acceptabel. Från början tänkte man förse fartygen med två sådana pjäser, en i fören och en akterut, men då detta skulle ha inneburit alldeles för stor viktökning fick idén överges. Istället ersattes det medelsvåra artilleriet av sju 15,2 cm kanoner m/1898 i pansrade enkeltorn, tre på var sida och en på akterdäck. Vidare tillkom elva snabbskjutande 57 mm kanoner m/1898B som placerades i överbyggnaden bakom 6,4 mm tjocka pansarsköldar. På Göta och Thule avlägsnades torpedtuberna på trossdäck.
Ändringar gjordes också i fartygens bepansring. Förbättringar i framställningen av fartygspansar betydde att man nu med mindre tjocklek kunde få samma grad av skydd som tidigare. 21 cm kanonens rörliga torn fick därför bara 19 cm pansar och 15 cm kanonerna 11,5 cm. Under samma ombyggnad ersattes den tunga militärmasten av en stångmast i järn som bar en lätt märs för utkik och ett signalrå. En aktra råförsedd mast tillkom också. Samtidigt ersattes fartygens gamla trädäck i förmån för ett på undersidan isolerat däck av järn och i inredningen avlägsnades en stor del av trämöblerna. För att förbättra ventilationen togs ventiler upp i fartygssidorna och tamburerna i skroven togs bort.
Ombyggnadsarbetena utfördes på Karlskrona örlogsvarv. Göta var det fartyg som moderniserades först. Arbetet med henne inleddes den 1 juli 1900 och var klart i december 1901. Moderniseringens omfattning innebar att tidsschemat inte höll, varför Thule fick vänta ett halvt år på sin tur. Sveas ombyggnad var mer omfattande än systerfartygens eftersom hennes fasta torn för den nya 21 cm kanonen måste föras djupare ned i fartyget. Med undantag av skrovet och maskineriet var det därför ett nästan helt nytt fartyg som åter trädde i tjänst.

## Klassens fartyg
Klassen omfattade tre fartyg:
- Svea sjösattes den 12 december 1885 och levererades till marinen den 20 september 1886. År 1921 byggdes hon om till stabs- och ubåtsdepåfartyg. Svea utrangerades i december 1941 och skrotades i Karlskrona 1943–44.
- Göta sjösattes den 30 september 1889 och levererades till marinen den 1 juli 1891. Hon utrangerades 1938 och brukades därefter som logementsfartyg i Stockholm innan hon skrotades partiellt 1942–43.
- Thule sjösattes den 4 mars 1893 och levererades till marinen den 1 december samma år. Thule utrangerades som stridande fartyg 1923 och brukades fram till 1928 som logementsfartyg. 1933 såldes hon till skrotning.

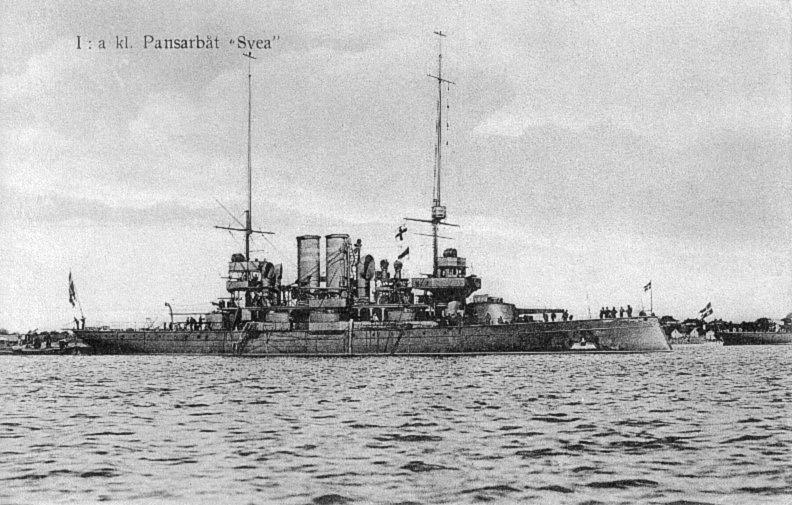
Svea efter ombyggnaden 1903–04, samtida vykort.
Göta efter ombyggnaden 1900–1901, samtida vykort.
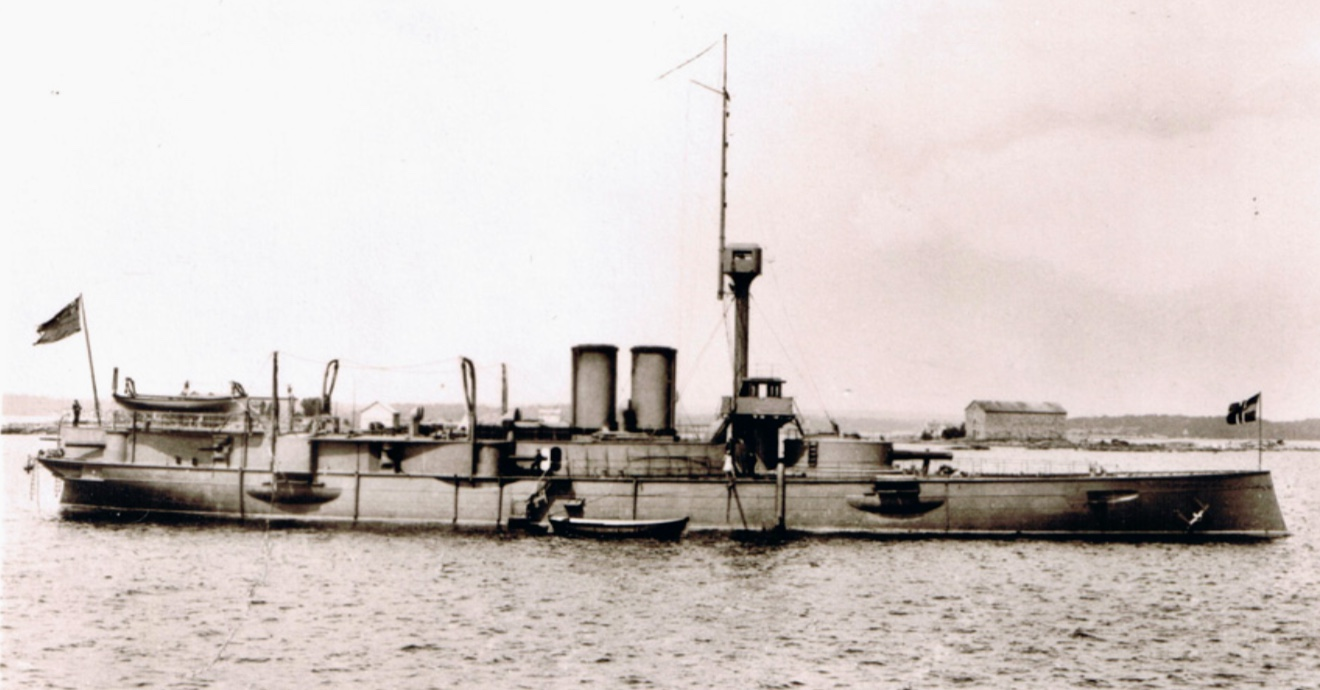
Thule i ursprungligt skick